# Uranotaenia mashonaensis
Uranotaenia mashonaensis är en tvåvingeart som beskrevs av Theobald 1901. Uranotaenia mashonaensis ingår i släktet Uranotaenia och familjen stickmyggor. Inga underarter finns listade i Catalogue of Life.